# Bella Ramsey
Isabella May Ramsey, detta Bella (Nottingham, 25 settembre 2003), è un'attrice britannica.
Ha raggiunto la notorietà mondiale grazie all'interpretazione di Ellie Williams nella serie televisiva The Last of Us, per la quale ha ricevuto la sua prima candidatura al Premio Emmy e al Golden Globe, nella sezione migliore attrice in una serie drammatica.

## Biografia
Nasce a Nottingham nel 2003. Ha consolidato la sua formazione frequentando online la InterHighSchool. Ha cominciato a recitare per divertimento all'età di quattro anni, frequentando per sette anni la Stagecoach Theatre Arts a Loughborough. Comincia a fare audizioni per ruoli professionali, dopo essersi rivolta alla Television Workshop.
Nel 2016 ottiene il suo primo ruolo, interpretando Lyanna Mormont nell'acclamata serie televisiva Il Trono di Spade, performance lodata dalla rivista The Hollywood Reporter che l'ha definita come "la star della sesta stagione". Ricoprirà i panni della giovane sovrana fino all'ottava e ultima stagione dello show, andata in onda nel 2019.
Nel 2017 recita nell'adattamento televisivo di Una strega imbranata, tratto dall'omonima opera di Jill Murphy, nei panni di Mildred Hubble. La sua interpretazione le permette di aggiudicarsi il British Academy Children's Award, nel 2019. Nonostante ciò, nel 2020 ha annunciato di dover abbandonare il ruolo per dare la precedenza alla sua salute mentale, venendo sostituita nella quarta e ultima stagione dall'attrice Lydia Page.
Dal 2018 al 2020 ha doppiato la protagonista Hilda, nella serie televisiva Hilda, prodotta da Netflix, e per la quale si è aggiudicata il premio BAFTA per il miglior doppiaggio insieme a Luke Pearson, Kurt Mueller e Stephanie Simpson. Ha ripreso questo ruolo nel film televisivo derivato dalla serie madre, Hilda e il Re Montagna, distribuito in home video il 30 dicembre 2021.
A febbraio del 2021 viene annunciato che interpreterà Ellie Williams, nell'adattamento televisivo della HBO del videogioco The Last of Us, e affiancherà Pedro Pascal. Nello stesso anno ha pertecipato al cortometraggio horror Requiem, insieme a Safia Oakley-Green.

## Vita privata
Si è dichiarata come persona non binaria/genderfluida. Ha inoltre espresso la sua preferenza riguardo ai pronomi neutri (they/them) e definito la sua sessualità come fluida.
Per diversi anni ha seguito un'alimentazione vegana e ad oggi è un'attivista per questa causa.

## Filmografia

### Attrice

#### Cinema
- Two for Joy, regia di Tom Beard (2018)
- Holmes & Watson - 2 de menti al servizio della regina (Holmes & Watson), regia di Etan Cohen (2018)
- Judy, regia di Rupert Goold (2019)
- Resistance - La voce del silenzio (Resistance), regia di Jonathan Jakubowicz (2020)
- Catherine (Catherine Called Birdy), regia di Lena Dunham (2022)

#### Televisione
- Il Trono di Spade (Game of Thrones) – serie TV, 9 episodi (2016-2019)
- Una strega imbranata (The Worst Witch) – serie TV, 40 episodi (2017-2020)
- Requiem, regia di Mahalia Belo – miniserie TV, puntata 1x02 (2018)
- Shepherd's Delight – serie TV, episodio 1x01 (2020)
- His Dark Materials - Queste oscure materie (His Dark Materials) – serie TV, 6 episodi (2020)
- Becoming Elizabeth – serie TV, 6 episodi (2022)
- The Last of Us – serie TV, 16 episodi (2023-2025)

#### Cortometraggi
- Elefthería, regia di Alexander Halford (2017)
- Nancy, regia di Megan Parkinson (2019)
- Zero, regia di David T. Lynch e Keith Lynch (2019)
- On the Beaches, regia di Luke Rodgers (2019)
- 3 Minutes of Silence, regia di Ben Price (2020)
- Requiem, regia di Em J. Gilbertson (2021)
- Villain, regia di Sparky Tehnsuko (2023)

### Doppiatrice

#### Cinema
- Princess Emmy, regia di Piet De Rycker (2018) – Principessa Gizana
- Galline in fuga - L'alba dei nugget (Chicken Run: Dawn of the Nugget), regia di Sam Fell (2023) – Molly

#### Televisione
- Hilda – serie TV, 26 episodi (2018-2020) – Hilda
- Summer Camp Island - Il campeggio fantastico (Summer Camp Island) – serie TV, episodio 3x02 (2020) – Ramona
- Hilda e il Re Montagna (Hilda and the Mountain King), regia di Andy Coyle – film TV (2021) – Hilda

#### Cortometraggi
- Turtle Journey, regia di Gavin Strange (2020) – Daughter Turtle

#### Videogiochi
- Doctor Who Infinity: The Dalek Invasion of Time (2018) – Freya

## Riconoscimenti
- Golden Globe
  - 2024 - Candidatura alla miglior attrice protagonista in una serie drammatica per The Last of Us
- Premio Emmy
  - 2023 – Candidatura alla miglior attrice protagonista in una serie drammatica per The Last of Us
- Critics' Choice Awards
  - 2023 – Candidatura al miglior giovane attrice per Catherine
  - 2024 - Candidatura alla miglior attrice in una serie drammatica per The Last of Us
- London Critics Circle Film Awards
  - 2023 – Candidatura alla miglior attrice britannica o irlandese dell'anno per Catherine
- Music City Film Critics' Association Awards
  - 2023 – Candidatura alla miglior giovane attrice per Catherine
- MTV Movie & TV Awards
  - 2023 – Premio alla miglior coppia (condiviso con Pedro Pascal) per The Last of Us
  - 2023 – Candidatura alla miglior performance rivelazione per The Last of Us
- Gold Derby Awards
  - 2023 – Candidatura alla miglior attrice protagonista in una serie drammatica per The Last of Us
- International Online Cinema Awards
  - 2023 – Candidatura alla miglior attrice protagonista in una serie drammatica per The Last of Us
- Television Critics Association
  - 2023 – Candidatura alla miglior performance drammatica per The Last of Us
- Hollywood Critics Association
  - 2023 – Candidatura per la miglior attrice in una serie drammatica per la tv per The Last of Us
- North Texas Film Critics Association
  - 2022 – Candidatura alla miglior nuova promessa per Catherine
- British Animation Awards
  - 2022 – Candidatura alla miglior doppiatrice per Hilda e il Re Montagna
  - 2020 – Candidatura alla miglior doppiatrice per Hilda
- Screen Actors Guild Award
  - 2020 – Candidatura per miglior cast in una serie drammatica per Il Trono di Spade[18]
- CinEuphoria Awards
  - 2020 – Premio d'onore al miglior cast per Il Trono di Spade
- British Academy Children's Awards
  - 2019 – Premio alla miglior giovane attrice per Una strega imbranata
  - 2018 – Candidatura alla miglior giovane attrice per Una strega imbranata

## Doppiatrici italiane
Nelle versioni in italiano delle opere in cui ha recitato, Bella Ramsey è stata doppiata da:
- Arianna Vignoli ne Il Trono di Spade,[19] Judy,[20] Catherine,[21] The Last of Us[22]
- Emanuela Ionica in His Dark Materials - Queste oscure materie[23]
- Valentina Pallavicino in Una strega imbranata[24]
- Chiara Fabiano in Becoming Elizabeth

Da doppiatrice è sostituita da:
- Veronica Cuscusa in Hilda, Hilda e il Re Montagna[25]
- Arianna Vignoli in Galline in fuga: L'alba dei nugget